# 佩里 (南卡罗来纳州)
佩里（英文：Perry），是美国南卡罗来纳州下属的一座城市。城市类型是“Town”。其面积大约为1.16平方英里（3.01平方公里）。根据2010年美国人口普查，该市有人口233人，人口密度约为每平方 英里200.52人（约合每平方公里77.42人）。